# Залеський Петро Іванович
Заліський Петро Іванович (1867 — 1929, Югославія) — генерал-майор Російської імператорської армії, харківський губернський староста (1918).
Російський військовий-кавалерист; учасник Першої світової війни. Закінчив Полтавський кадетський корпус, Михайлівське артилерійське училище (1888), Миколаївську академію Генштабу (1895). За Української Держави Скоропадського — 9 травня 1918 року призначений губернським старостою (губернатором) Харківщини. Звільнений з цієї посади 2 липня 1918 року згідно з наказом № 80 Гетьмана Всія України.
Після звільнення з цієї посади займався формуванням російсько-білогвардійської Південної армії в межах Харківської губернії за правління Скоропадського.  Зневажливо ставився до українців і української мови. З кінцем правління Скоропадського перейшов до білоросійських військ генерала Денікіна. Писав мемуари («Южная армія», «Возмездіє»).

## Нагороди[2]
- Орден Святого Володимира IV ступеня (1913; 11.05.1914)
- Орден Святої Анни III ступеня (1902)
- Орден Святого Станіслава III ступеня (1897)
- Орден Святого Станіслава II ступеня (1907)
- Орден Святої Анни II ступеня (1910; 18.03.1911)